# Župnija Sv. Lovrenc - Juršinci
Župnija Sv. Lovrenc - Juršinci je rimskokatoliška teritorialna župnija, dekanije Ptuj, Ptujsko-Slovenjegoriškega naddekanata, ki je del nadškofije Maribor.

## Sakralni objekti
- Cerkev sv. Lovrenca, Juršinci (župnijska cerkev)